# Ustronie (Lwówek Śląski)
Pour les articles homonymes, voir Ustronie.
Ustronie est une localité polonaise de la gmina et du powiat de Lwówek Śląski en voïvodie de Basse-Silésie.